# كارل أبراهامز
كارل أبراهامز (بالإنجليزية: Carl Abrahams)‏ هو رسام جامايكي، ولد في 14 مايو 1911، وتوفي في 10 أبريل 2005.